# Marta Lucía Orrantia
Marta Lucía Orrantia Sabaraín (Bogotá, 1970) es una periodista y escritora colombiana.

## Biografía
Nacida en Bogotá en 1970, Marta Lucía Orrantia ha trabajado como editora de la revista Gatopardo y fue editora internacional de la revista SoHo. Fundó y dirigió la revista Rolling Stone en su versión para la zona andina y Panamá. Actualmente se desempeña como catedrática en la Maestría de Escrituras Creativas de la Universidad Nacional de Colombia.[cita requerida]
Entre sus novelas se encuentran: Orejas de pescado (2009), publicada por la editorial Planeta con la que incursiona en el mundo de la literatura, Mañana no te presentes (2016), Cipriano (2020) y recientemente Juego de té(2024) publicada por Random House. 
Entre las influencias literarias de la autora se encuentran grandes exponentes de las letras universales como lo son: Dostoyevski, Truman Capote, Julián Barnes, Adolfo Bioy Casares y Franz Kafka.

## Obras

### Orejas de Pescado (2009)
En su primera novela Orrantia combina una experiencia personal con una tragedia familiar: el suicidio de su tío. El libro lleva a la reflexión sobre una época de fiesta, drogas y alcohol donde el exceso es una conducta bastante marcada. La única manera de cerrar este círculo relativo a estos amigos inseparables del mal camino es gracias al suicidio de uno de ellos.
"David me llamó una madrugada tan fría que lo único que se atrevía a moverse eran las palomas (...) - Ay, chiquita, la cagué. (...) - Isa me maté. (...) - Me pegué un tiro. (...) Cuando llegué descubrí que no se había pegado un tiro sino dos".

### Todopoderosos de Colombia (2013)
Es un libro periodístico en el que la autora a partir de una minuciosa investigación hace una exaltación de nueve personajes públicos, o más bien conocidos en el país. Los textos carecen de un sustento académico, por tanto, en palabras de Jorge Gámez Gutiérrez, Ph.D de la  Universidad de La Salle, “Al no tener un sustento teórico es difícil encontrar las características de los emprendedores que la escritora relata.”
Los personajes que se incluyen en esta obra son:
- Alejandro Santodomingo
- Henry Eder Caicedo
- Felipe López Caballero
- Germán Efromovich
- José Alejandro Cortés
- Luis Gallo Restrepo
- Luis Carlos Sarmiento Angulo
- Sofía Vergara
- Shakira

### Cuatro hombres extraordinarios y dos personas comunes (2014)
"Cuatro hombres extraordinarios y dos personas comunes" es una antología que inicia con un texto de ficción (un cuento) para dar paso a la entrevista, el perfil y la crónica. A través de ellos conocemos personajes de distintas condiciones en la vida colombiana. 

### Mañana no te presentes (2016)
Esta novela construye un mundo ficcional a partir de los eventos ocurridos el 6 de noviembre  de 1985, en la Toma del Palacio de Justicia en donde desarrolla la vida de Yolanda, miembro del movimiento guerrillero M-19  y comprometida en matrimonio con Ramiro, ambos compañeros del movimiento. Meses antes, Yolanda se sumerge como empleada de archivo en el Palacio para afianzar la ejecución de la toma. Sin embargo, en la noche de la ofensiva se entera de la deserción de algunos ayudantes y con ellos la de su compañero, dejando a la protagonista en medio de condiciones inesperadas.
La novela narrada en primera persona busca una reconstrucción desde las voces perdidas y el acontecimiento de la tragedia. La particularidad de la voz narrada reconstruye con fantasmas la claridad de eventos que esperan tener verdad, pero que solo los fragmentos de estas voces pueden acercarse -desde lo sensible- a un fenómeno como lo fue la Toma del Palacio. Esta novela genera el puente entre periodismo, ficción literaria y periodismo de ficción, incidiendo en la pregunta constante: ¿de quién es la historia? La incertidumbre que comenta la escritora deja una guía para comprender la novela: “Es un fantasma, está ahí porque no se ha solucionado. Lo más triste de todo es que creo que no se va a solucionar jamás, creo que la verdad no se va a saber nunca".

### Cipriano (2020)
Esta novela tiene como protagonista a Cipriano, un hombre de 76 años viudo, quien se enfrenta la noticia de que Juana, su hija, ha muerto en un accidente de avión, quien además había dejado de hablarle desde hace un tiempo. Esto se combina con algunas molestias físicas, olvidos, soledad y la proximidad de la muerte que suelen acompañar a un adulto mayor. Para Cipriano, queda sólo esperar la llamada para la entrega de los restos del cadáver, lo que él no se imagina es que en esa notificación se esconde un universo insospechado, nuevas angustias pero, quizás, nuevas alegrías.

Frente a sus obras, Marta Orrantia dice que  “es algo que vengo explorando hace años como escritora. En mi primera novela, Orejas de pescado, unos amigos se comen las cenizas de su amigo para recordarlo; en Mañana no te presentes hablo de la memoria de las víctimas y los victimarios ante la tragedia del Palacio de Justicia, y en Cipriano es la memoria del machismo colombiano. Los ancianos son nuestros referentes, para bien o para mal, y los estamos ignorando todo el tiempo porque vivimos en una sociedad obsesionada con la juventud y la belleza, que no le interesa la sabiduría; por eso la gente tiene miedo a envejecer. Con esta novela, de alguna manera quería visibilizar a los viejos”.

## Otros trabajos
- Redactora del periódico El Tiempo.
- Editora de la revista Jet-Set.
- Editora de la revista Gatopardo.
- Fundadora y Directora de la revista Rolling Stone en su versión para la zona Andina y Panamá.
- Editora internacional de la revista SoHo.
- Fue invitada a la versión número 32 del programa Encuentro con la Palabra, del Departamento de Literatura de la Universidad Nacional de Colombia.
- Fue editora del libro Viaje por el mundo sin censura escrito por el periodista Guillermo Prieto La Rotta, más conocido como Pirry.